# Matsudaira Nobuyasu
Matsudaira Nobuyasu est un nom japonais traditionnel ; le nom de famille (ou le nom d'école), Matsudaira, précède donc le prénom (ou le nom d'artiste).
Matsudaira Nobuyasu (松平 信康, 13 avril 1559-5 octobre 1579) est le fils ainé de Tokugawa Ieyasu. Son tsūshō (« nom habituel ») est Jirōsaburō (次郎三郎). Il est aussi appelé « Okazaki Saburō » (岡崎 三郎) parce qu'il est devenu seigneur du château d'Okazaki (岡崎城) en 1570. Étant donné qu'il est le fils de Tokugawa Ieyasu, il est souvent appelé, rétrospectivement, « Tokugawa Nobuyasu » (徳川 信康).

## Biographie
Nobuyasu est le premier fils de Ieyasu. Sa mère est dame Tsukiyama, nièce d'Imagawa Yoshimoto.
Enfant, Nobuyasu est envoyé comme otage à Imagawa, capitale du domaine de Sunpu, situé dans la province de Suruga (actuelle préfecture de Shizuoka). Plus tard, il est nommé gardien du château d'Okazaki dans la province de Mikawa (actuelle préfecture d'Aichi), lieu de naissance de son père et prend part à la bataille de Nagashino en 1575. Plusieurs années plus tard, il est suspecté de trahison par Oda Nobunaga et retenu à Ohama puis à Futamata, avant de recevoir de son père — qui agit pour complaire à Oda Nobunaga —, en 1579, l'ordre de se suicider, bien que Nobunaga ait marié sa fille Toku-hime (1559-1636) à Nobuyasu.
Nobuyasu n'est apparemment pas un personnage populaire en son temps comme peut le laisser penser sa disparition, en particulier,  l'indifférence personnelle de Sakai Tadatsugu pour Nobuyasu le prévient de réfuter les soupçons de trahison. Malgré cela, il semble que Tokugawa Ieyasu a profondément regretté le rôle qu'il a joué dans la mort de son fils.

## Source de la traduction
- (en) Cet article est partiellement ou en totalité issu de l’article de Wikipédia en anglais intitulé « Matsudaira Nobuyasu » (voir la liste des auteurs).